# Lanton
 Lanton  es una comuna y población de Francia, en la región de Aquitania, departamento de Gironda, en el distrito de Arcachón y cantón de Audenge.
Está integrada en la Communauté de communes du bassin d'Arcachon Nord Atlantique.

## Demografía
Su población en el censo de 1999 era de 4.962 habitantes. Forma parte de la aglomeración urbana de Andernos-les-Bains.
| 1,143 | 1,353 | 1,401 | 1,567 | 1,668 | 2,535 | 3,734 | 4,962 |
| Para los censos de 1962 a 1999 la población legal corresponde a la población sin duplicidades (Fuente: INSEE [Consultar]) |       |       |       |       |       |       |       |